# می‌دونم (ترانه تام اودل)
«می‌دونم» تک‌آهنگی از هنرمند اهل بریتانیا تام اودل است که در سال ۲۰۱۳ میلادی منتشر شد. این تک‌آهنگ در آلبوم خیلی پایین قرار داشت.